# Oingt
Oingt (em latim: Iconium) foi uma comuna francesa, situada no departamento do Ródano e na região Auvérnia-Ródano-Alpes. Pertence à rede das As mais belas aldeias de França.
Em 1 de janeiro de 2017, passou a formar parte da nova comuna de Val d'Oingt.

## História
Os habitantes de Oingt chamam-se icónios (iconiens em francês). Este nome, icónios, atribuído aos habitantes da região de Oisans tem origem no tribo icónios, pertencente a uma confedração heterogénia de tribos lígures e gaulesas. Hipoteticamente têm origem nos cónios, do sul de Portugal. Próximo desta localidade encontramos o dólmen da pedra coeli e o menir da pedra plantada desde cerca de 3 000 a.C.